# M.R. Venkatesh
Marani Rajendran Venkatesh, meglio noto come M.R. Venkatesh (Chennai, 20 ottobre 1985), è uno scacchista indiano.
Ha ottenuto il titolo di Maestro Internazionale nel 2004 e di Grande Maestro nel 2012.

## Principali risultati
- 2006 – 2°-3° a Mumbai con Chanda Sandipan nel campionato del Commonwealth (vinto da Nigel Short);
- 2012 – in luglio ottiene la 3ª norma di GM nell'open di Filadelfia;[2]
- 2014 – in maggio vince ad Ahmedabad con 9 /9 il campionato indiano blitz;[3]
- 2016 – in luglio è =1°-2° con 8 /9 nel "Robert Fischer Memorial" di Trivandrum;[4]
- 2017 – in novembre vince con 8 /9 l'open di Liffré;[5]
- 2018 – in agosto è 2º dietro a Marius Manolache nell'open di Mondariz;[6]
- 2019 – in dicembre è =1°-6° (2° dopo Nodirbek Yakubboev per spareggio tecnico) nell'open di Bhopal;[7]
- 2020 – in gennaio è 2º dietro a Stanislav Bogdanovič nel 12° Chennai Open;[8]

Ha ottenuto il suo più alto rating FIDE in ottobre 2018, con 2528 punti Elo.